# Félálom
Félálom é um filme de drama húngaro de 1991 dirigido e escrito por János Rózsa e István Kardos. Foi selecionado como representante da Hungria à edição do Oscar 1992, organizada pela Academia de Artes e Ciências Cinematográficas.

## Elenco
- Csaba Újvári - Zoli
- Bernadett Visy - Rita
- Zsolt Gazdag - Laci
- Szabolcs Hajdu - Attila
- Dani Szabó - Csoma